# Vitantis Shopping Center
Vitantis Shopping Center este un parc comercial situat în București, deschis la data de 18 septembrie 2008.
Centrul comercial a avut, inițial, ca principale magazine, Praktiker (ulterior devenit Brico Dépôt), Casa Rusu și Carrefour. În anul 2018 au fost închise hipermarketul Carrefour și galeria comercială, spațiul fostului hipermarket fiind, ulterior, ocupat de magazinul „La Cocoș”, începând cu 18 noiembrie 2020.
Centrul comercial a fost cumpărat, în anul 2022, de către omul de afaceri Omer Susli.
Ulterior achiziției, galeria comercială a fost redeschisă, în prezent fiind incluse magazine precum Pepco, Flanco, Sinsay, TEDi, Dr. Max. De asemenea, în luna decembrie 2023, a fost inaugurat un restaurant McDonald's de tip drive-thru, în incinta parcării centrului comercial.